# Gerhard Rothenbuchner
Gerhard Stefan Rothenbuchner (* 18. Februar 1929 in Bleiburg; † 12. Oktober 2017) war ein Endokrinologe und Hochschullehrer. 

## Werdegang
Rothenbuchner habilitierte sich 1973 an der Universität Ulm mit Studien zum Thyreoliberin (TRH). Bis zu seiner Pensionierung war er als außerplanmäßiger Professor an der Universität Ulm tätig. Rothenbuchner war mehrere Jahre Chefarzt der Klinik Schwabenland.
Nach frühen Arbeiten in der Humangenetik lag sein späterer wissenschaftlicher Schwerpunkt im Bereich der Schilddrüsenerkrankungen (Thyreologie), des Diabetes mellitus, der Hypophyse und der Wechselwirkungen dieser Themengebiete.
Zusammen mit Ulrich Loos und Ernst-Friedrich Pfeiffer war er Erstbeschreiber des Non-Thyroidal-Illness-Syndroms im Hungerstoffwechsel.

## Publikationen (Auswahl)
- Thyrotropin-Releasing-Hormon. Klinische und tierexperimentelle Untersuchungen. Ulm 1973 (Habilitationsschrift, Universität Ulm, 1973).
- mit Karl-Jürgen Schmidt: Thyroxin – ein „Geriatrikum“? Thyreoideologische Aspekte des Alterns. SMV, München 1989